# آنتیمونید روی
آنتیمونید روی (به انگلیسی: Zinc antimonide) با فرمول شیمیایی ZnSb یک ترکیب شیمیایی است. که جرم مولی آن ۱۸۷٫۱۵ g/mol می‌باشد. شکل ظاهری این ترکیب، سوزنی سفید است.